# دیوار شهر سئول
دیوار شهر سئول (کره‌ای: 서울 성곽) یا هانیانگ دوسونگ (کره‌ای: 한양도성) یک دیوار دفاعی است که برای اولین بار توسط پادشاه ته‌جو از سلسله چوسان ساخته شد تا از ناحیه مرکزی پایتخت چوسان، هان‌سونگ‌بو (한성부) محافظت کند. این دیوار در سال ۱۹۶۳ به‌عنوان یک اثر تاریخی ملی کره جنوبی ثبت شد و اکنون به یکی از جاذبه‌های گردشگری در مرکز سئول تبدیل شده است.